# Walther-Peer Fellgiebel
Walther-Peer Fellgiebel foi um oficial do Exército alemão, que serviu durante a Segunda Guerra Mundial.

## Condecorações
Cruz de Ferro (1939) 2ª Classe - 13 de julho de 1940
Cruz de Ferro (1939) 1ª Classe - 30 de julho de 1941
Distintivo de Feridos (1939) - 30 de julho de 1941
Distintivo de Feridos (1939) em Prata - 3 de agosto de 1943
Allgemeines Sturmabzeichen - 17 de setembro de 1943
Cruz de Cavaleiro da Cruz de Ferro - 7 de setembro de 1943